# СКФ-26
СКФ-26 — синтетический фторсодержащий каучукоподобный сополимер винилиденфторида с гексафторпропиленом, отличающийся высокой термостойкостью, негорючестью и устойчивостью к действию многих агрессивных сред.

## Свойства
Отличительными особенностями фторкаучука СКФ-26 являются высокая теплостойкость, морозостойкость, атмосферостойкость и озоностойкость, химическая и биологическая инертность, превосходящая эти характеристики у всех других эластомеров, хорошая износостойкость и стойкость к абразивному истиранию, удовлетворительные диэлектрические свойства, невоспламеняемость, стойкость к старению при высоких температурах.
По своим свойствам резины на основе фторкаучуков значительно отличаются от аналогов из натурального каучука.
| Наименование показателя | СКФ-32       | СКФ-26       | Натур. каучук |
| --- | ------------ | ------------ | ------------- |
| Предел прочности, МПа | 19,6—35,2    | 17,6—20,6    | 17,6          |
| Относительное удлинение при разрыве, %                                                                                                  | 120—200      | 300—500      | 550           |
| Остаточное удлинение, % | 120—200      | 300—500      | 550           |
| Твёрдость по Шору | 65           | 71           | —             |
| Сопротивление раздиру, кН/м | 78,4—98,0    | 39,2—58,8    | —             |
| Максимальная температура при длительной эксплуатации, °С                                                                                | 200          | 250          | 100           |
| Морозостойкость, °С | -30          | -25          | -55           |
| Химическая стойкость к: маслам, 98-% азотной кислоте, щёлочи, бензину, этиловому спирту, дихлорэтану, четырёххлористому углероду, озону | стоек        | стоек        | не стоек      |
| Атмосферостойкость | стоек        | стоек        | не стоек      |
| Горючесть | самозатухает | самозатухает | горит         |

Свойства фторкаучука СКФ-26 имеют ряд отличий от другого наиболее распространённого фторкаучука — СКФ-32:
| Наименование показателя                                                    | СКФ-32     | СКФ-26     |
| -------------------------------------------------------------------------- | ---------- | ---------- |
| Массовая доля влаги, %, не более                                           | 0,15       | 0,15       |
| Потеря массы, %, не более                                                  | 0,20       | 0,15       |
| Усадка, %                                                                  | 16—25      | 16—25      |
| Вязкость по Муни, условные единицы                                         | 80—105     | 70—95      |
| Условная прочность при растяжении вулканизата, МПа (кгс/см), не менее      | 13,2 (135) | 19,6 (200) |
| Относительная остаточная деформация после разрыва вулканизата, %, не более | 8          | 8          |

## Производство
Производство СКФ-32 регулируется ГОСТ 18376-79 «Фторкаучуки СКФ-26 и СКФ-32. Технические условия» (с Изменениями № 1-3)».

## Применение
Фторкаучук СКФ-26 предназначен для изготовления резинотехнических, кабельных и других изделий, работающих в среде воздуха, окислителей и других агрессивных сред, масел, бензина и растворителей, за исключением сложных эфиров и кетонов.
Интервал рабочих температур от минус 20 до плюс 250 °С. Фторкаучук можно применить для изготовления клея и герметиков. Герметизирующие плёнки на его основе не разрушаются при длительном действии кислорода и озона, сохраняют эластичность при низких температурах, имеют высокую водостойкость. Резины, полученные вулканизацией фторкаучука, термостойки, морозостойки, масло-, бензо- и кислотостойки, они не воспламеняются, способны к самозатуханию, обладают озоно- и погодостойкостью.